# Philodendron lundii
Philodendron lundii là một loài thực vật có hoa trong họ Ráy (Araceae). Loài này được Warm. miêu tả khoa học đầu tiên năm 1867.